# Соколов, Виктор Александрович (борец)

Мемориальная доска в Ростове-на-Дону

Виктор Александрович Соколов (10 января 1907 — 26 декабря 1978, Ростов-на-Дону) — советский борец греко-римского стиля; первый на Дону чемпион СССР по классической борьбе; Заслуженный мастер спорта СССР (1945), Заслуженный тренер СССР (1957). Отличник физической культуры (1947).

## Биография
Родился в 1907 году. Борьбой начал заниматься в 1924 году. Мастером спорта СССР стал в 1936 году. Его тренером был Андерсен А. И.
Жил в Ростове-на-Дону, входил в спортивные клубы — советских служащих (1926), «Динамо» (1928), «Боец» (1937). Четыре раза выступал на чемпионатах СССР по классической борьбе. Был чемпионом СССР в 1926 и 1937 годах, 2-й призёр в 1928 и 1936 годах.
После окончания карьеры борца, находился на тренерской работе.
Умер в 1978 году.
На доме, где он жил, в 2003 году была установлена памятная доска.

## Награды
- орден Трудового Красного Знамени (27.04.1957) — «за успехи, достигнутые в деле развития массового физкультурного движения в стране, повышения мастерства советских спортсменов, и успешное выступление на международных соревнованиях»